# Cevic
Le Cevic est un transporteur de bétail de la White Star Line mis en service en 1894. Construit par les chantiers Harland & Wolff de Belfast, il est alors le plus imposant navire de ce type commandé par la compagnie, et l'un des plus gros cargos au monde : lors d'une de ses premières traversées, il rapporte de New York la plus importante cargaison jamais transportée à l'époque. Le navire arrive également à point nommé pour remplacer le Naronic, disparu l'année précédente. Cependant, le début du XXe siècle voit la disparition progressive du transport de bétail vivant sur l'Atlantique au profit de la viande congelée. Le Cevic, inutile sur l'Atlantique Nord, est transféré sur la ligne de l'Australie.
En 1914, le navire est vendu à l'Amirauté britannique après le début de la Première Guerre mondiale. Il est alors refondu et recouvert de cheminées et canons factices afin d'avoir une apparence similaire au croiseur HMS Queen Mary. Il sert alors dans des missions de diversion. À partir de 1916, renommé Bayol puis Bayleaf l'année suivante, le navire est transformé en pétrolier et transporte du carburant pour les navires de la Royal Navy.
En 1920, le Bayleaf est vendu à l'Anglo-Saxon Petroleum Company (Shell) qui le renomme Pyrula et l'utilise comme réserve flottante. Vendu aux ferrailleurs en 1933, il est démoli à Gênes la même année.

## Histoire

### Transporteur de bétail pour la White Star Line
À la fin des années 1880, la White Star Line se lance dans le transport de bétail avec deux navires, le Cufic et le Runic. Ce trafic est à l'époque fort rentable (environ 450 000 bêtes sont ainsi importées des États-Unis en 1889). Les navires transportent des marchandises de Liverpool à New York, et ramènent du bétail dans le sens inverse. Pour s'illustrer dans ce commerce, la White Star tente de proposer des navires offrant un bon confort aux animaux : trop de bêtes meurent alors durant le voyage, réduisant les bénéfices de leurs propriétaires. En assurant une bonne aération, et en demandant aux capitaines de veiller au bon traitement du bétail par ceux qui le gardent, la compagnie assure ainsi que la majorité des animaux survivront au voyage. Face au succès de ses deux premiers navires, la compagnie en commande de nouveaux ; le Nomadic et le Tauric arrivent ainsi en 1891, le Naronic et le Bovic l'année suivante. Le Cevic est le suivant.
Construit par les chantiers Harland & Wolff de Belfast, le Cevic est le plus imposant des transporteurs de bétail alors commandés par la compagnie, avec près de 2 000 tonneaux de plus que le Bovic et le Naronic, qui étaient pourtant les plus gros cargos de leur époque. Les besoins sont alors énormes : le mois de son lancement (le 23 septembre 1893), plus de 20 000 bêtes ont traversé l'Atlantique. Le Cevic arrive également à point nommé pour remplacer le Naronic, disparu en février la même année (il n'est cependant pas certain que la commande du Cevic ait été la conséquence de la disparition du Naronic).
Le 12 janvier 1894, le Cevic effectue son voyage inaugural entre Liverpool et New York. Au retour, il transporte une cargaison record : 896 têtes de bétail, 14 000 boisseaux de blé, 9 000 balles de coton, 3 500 sacs de farine, 400 tonnes de métal, 300 tonnes de viande fraîche et 8 400 paquets de primeurs. Il s'agit alors de la plus importante cargaison jamais embarquée sur un navire. Le service de l'Atlantique Nord est cependant affaibli au début du XXe siècle, le transport de viande congelée réduisant fortement le nombre de bêtes transportées. En 1908, la White Star décide de retirer le Cevic de la ligne pour le transférer sur la ligne de l'Australie, en passant par le canal de Suez. Cependant, la profondeur de ses cales lui cause plusieurs soucis sur cet itinéraire. Ainsi, lors d'un voyage de retour en mars 1910, le navire commence à prendre l'eau en traversant le canal. Un examen à Port-Saïd révèle que les deux cales avaient été inondées lorsque le navire avait heurté le fond du canal. À la suite de cet incident, il est décidé de déplacer le Cevic sur un itinéraire passant par Le Cap. Il lui arrive également occasionnellement de transporter des marchandises sur l'Atlantique.

### Du croiseur factice au pétrolier

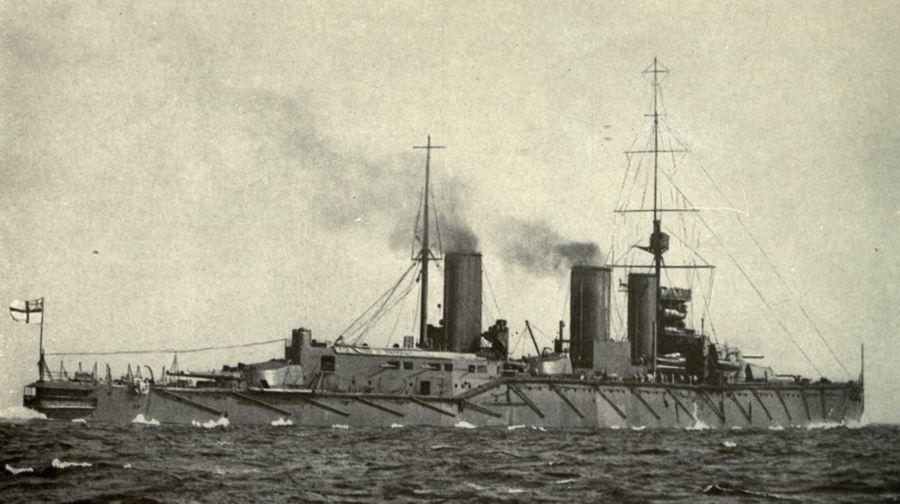
Au début de la guerre, le Cevic est refondu pour se faire passer pour le croiseur.

En 1914, alors qu'éclate la Première Guerre mondiale, la White Star Line cède le Cevic à l'Amirauté britannique. Il est aussitôt renvoyé chez Harland & Wolff pour y être transformé en un faux croiseur ressemblant au HMS Queen Mary. Il reçoit notamment deux fausses cheminées et des canons en bois. Ses deux premières sorties se terminent par des accidents qui forcent son retour dans les chantiers, l'empêchant de participer à des opérations en Méditerranée. En avril 1915, il est finalement envoyé sur l'Atlantique. Il semble que son déguisement n'ait pas été percé à jour : lancé à la poursuite du paquebot Kronprinz Wilhelm qui jouait les corsaires pour la marine allemande, il incite le navire à demander l'internement dans le port de New York, alors neutre. Cette décision scelle le sort de ce navire, réquisitionné par les États-Unis lorsqu'ils entrent en guerre.
Au mois de septembre suivant, le Cevic est retiré du service et renvoyé aux chantiers pour retrouver son état initial en vue d'un retour au service commercial. Dès 1916, le navire est cependant récupéré par la Royal Fleet Auxiliary : de grandes cuves cylindriques sont installées dans sa coque pour en faire un pétrolier, renommé Bayol. L'année suivante, il est renommé Bayleaf et géré par le Shipping Controller, qui confie son exploitation à Lane & McAndrew. Il continue à servir de pétrolier pour la Royal Navy, approvisionnant ses dépôts côtiers.
Après la guerre, le navire est vendu le 9 juin 1920 à l'Anglo-Saxon Petroleum Company (future Shell) qui le renomme Pyrula. Sous ce nouveau nom, il est dans un premier temps envoyé dans le port de New York, où il sert durant quatre ans de dépôt de pétrole. À partir de 1925, il occupe les mêmes fonctions dans le port de Curaçao. En juillet 1933, il est finalement vendu à Henrico Haupt, démolisseur italien, et remorqué jusqu'aux chantiers de Gênes pour y être démantelé.

## Caractéristiques
Avec ses 159,4 mètres sur 18,3 et ses 8 301 tonneaux de jauge brute, le Cevic est en 1894 le plus gros transporteur de bétail construit pour la White Star Line. Il est cependant dépassé dès l'année suivante par le Georgic, dernier navire de ce type possédé par la compagnie. Comme tous les transporteurs de bétail de la compagnie depuis le Nomadic, le Cevic est propulsé par deux hélices alimentées par des machines à triple expansion, qui lui permettent de naviguer à une vitesse de 13 nœuds.
La silhouette du navire est avant tout fonctionnelle, et il dispose de quatre mâts non pourvus de voiles (ils soutiennent en revanche les grues de chargement) et d'une cheminée ocre à manchette noire, couleurs de la compagnie. Ses cales, profondes, peuvent contenir de nombreuses marchandises, et le navire est équipé pour transporter jusqu'à 1 000 têtes de bétail. Un espace supplémentaire, sur le pont supérieur, est conçu pour accueillir une vingtaine de chevaux, qui sont parfois transportés en plus de la cargaison classique (par exemple des chevaux de course, ou de cirque).